# Zsanett Égerházi
Pour les articles homonymes, voir Sandy.
Sandy, de son vrai nom Zsanett Égerházy, née le 17 décembre 1976 à Sátoraljaújhely, en Borsod-Abaúj-Zemplén (Hongrie), est une ancienne actrice pornographique, mannequin et maquilleuse hongroise.

## Biographie
Zsanett est connue sous le nom de scène de Sandy qu'elle utilise sur son site ClubSandy.com, mais elle a également utilisé Vega Vixen, Sandy Fantasy, Susana Zsanett et Jeanette au début de sa carrière. Elle est surtout connue en Europe pour avoir posé dans des magazines pour hommes comme FHM, GQ, Hustler et Penthouse. Elle est aussi connue pour avoir participé aux productions de films softcore lesbiens des studios Viv Thomas.

## Vie privée
Zsanett est mariée au Français Romain Chavent, connu pour sa relation avec Shauna Sand et pour avoir participé à la téléréalité Secret Story 3. Ils ont deux filles.

## Filmographie
- 2017 : Mothers and Daughters
- 2016 : Cheer Squad Sleepovers 18
- 2016 : Girls Kissing Girls 19
- 2015 : Meet Zsanett
- 2015 : Sapphic Sensation 4
- 2014 : Lesbian Babysitters 11
- 2014 : Private Gold 172: Fuck Me Tender
- 2013 : Tongue in Cheek
- 2012 : Allie Haze Loves Girls
- 2012 : Girls Kissing Girls 11
- 2011 : My Evil Sluts 8
- 2011 : Nacho vs Franceska Jaimes
- 2010 : Touch Me 3
- 2010 : Blonde on Brunette: The Platinum Collection
- 2010 : Sex Tapes with Sandy & Anita Pearl
- 2009 : Lesbian Encounters
- 2009 : Private Gold 103: Orgy at the Villa
- 2009 : Women Seeking Women 54
- 2008 : Private Blockbusters 2: DownWard Spiral
- 2008 : Sex with Jo
- Russian Institute: Lesson 7 (2006)
- Loaded: The Pissing & Fisting Adventure (2006)
- Footsie Babes (2006)
- Girl on Girl 2 (2006)
- Sandy's Club Vol. 2 (2006)
- Xmas Event (2006)
- Best of 21Sextury 2005 (2005)
- Sole Collector (2005)
- Seductive 3 (2005)
- 8 mm 2 : Perversions fatales (2005)
- Sandy's Club Vol. 1 (2005)
- Seductive 2 (2005)
- Lesglam One (2005)
- The Making of a Madame (2005) Série TV
- VivThomas.com Promotional DVD (2005)
- Mayfair: The Private Practice (2005)
- The Return of Sandy (2005)
- Pink Velvet 3: A Lesbian Odyssey (2005)
- Viv's Dream Team (2005)
- Sandy: Agent Provocateur (2005) Série TV
- Russian Institute: Lesson 3 (2005)
- Russian Institute: Lesson 4 (2005)
- Russian Institute: Lesson 5 (2005)
- Russian Institute: Lesson 6 (2005)
- Sandy: Pornochic 5 (2005)
- Club Hardcore All Stars (2004)
- Private Platinum: The Best Scenes of 2003 (2004)
- Alexandra (2004)
- ALS DVD #69: St. Martin - Part 2 (2004)
- Bubblegirls: Sandra Shine & Sandy (2004)
- Bubblegirls: Sandy & May (2004)
- Bubblegirls: Sandy Plays Alone (2004)
- Girl + Girl No. 9 (2004)
- LesBabez (2004)
- LesBabez II (2004)
- My Dear Sandy (2004)
- Sandy's Girls 1 (2004)
- Sandy's Girls 2 (2004)
- Sandy's Girls 3 (2004)
- Sandy's Girls 5 (2004)
- Fetishworlds 06 Flexigirls Nude: Fleximodels in Action (2003)
- Foot Tease (2003)
- Stocking Tease (2003)
- The Best by Private 50: Lesbian Games (2003)
- Private Reality No. 7: Wild Adventures (2002)
- ALS Video #46: Jamaica II Part 2 (2002)
- ALS Video #45: Jamaica II Part 1 (2002)
- ALS Video #50: Sophie (2002)
- High Octane 6 (2002)
- Naked Fairy Tales (2002) (TV)
- Sandy Babe Abroad 2 (2001)
- Sandy Does Hardcore (2001)
- Pick-Up Lines 50 (2000)
- Barely Legal 4 (2000)
- No Man's Land 30 (2000)
- Sandy Babe Abroad 1 (2000)
- The 4 Finger Club 12 (2000)
- Leg Sex Shoe Shop (1999)
- Sandy's Holiday Sex Fantasies 2 (1999)
- Toe-Tally Yours Sandy (1999)
- Heels & Hose (1998)
- Private Casting X 14: Julia Spain (1998)
- Sandy's Holiday Sex Fantasies (1998)